# Wiatraki (Chróścice)
Wiatraki – część wsi Chróścice w Polsce położona w województwie opolskim, w powiecie opolskim, w gminie Dobrzeń Wielki.
W latach 1975–1998 Wiatraki położone były w „starym” województwie opolskim.